# Manfred Kinder
Manfred Kinder (Königsberg, 20 aprile 1938) è un ex velocista, mezzofondista e allenatore di atletica leggera tedesco.

## Biografia
Prese parte a tre edizioni dei Giochi olimpici: a Roma 1960 e Tokyo 1964 gareggiò per la Squadra Unificata Tedesca che riuniva gli atleti di Germania Est e Germania Ovest, mentre a Città del Messico 1968 vestì la maglia della Germania Ovest. A Roma vinse la medaglia d'argento nella staffetta 4×400 metri e fu quinto nei 400 metri piani; a Tokyo si classificò quinto nella staffetta 4×400 metri e prese corse gli 800 metri piani, finendo eliminato in semifinale; infine, a Città del Messico vinse la medaglia di bronzo nella staffetta 4×400 metri, ma fu eliminato nelle batterie di qualificazione dei 400 metri piani.
Conquistò anche diverse medaglie a livello continentale: ai campionati europei di atletica leggera 1962 fu oro nei 400 metri piani e argento nella staffetta 4×400 metri. Ai Giochi europei indoor, i predecessori dei campionati europei di atletica leggera indoor vinse un argento, un oro e un bronzo, rispettivamente nelle edizioni del 1966, 1967 e 1969 (le prime due nei 400 metri piani e l'ultima nella staffetta 4×390 metri).
In carriera fu diciannove volte campione tedesco, nove volte all'aperto e dieci volte in competizioni indoor.
Dal 1970 al 1972 fu assistente allenatore dei 400 metri ostacoli per la nazionale della Germania Ovest e dal 1972 al 1980 fu allenatore nazionale dei 400 metri piani.

## Palmarès
| Anno                                              | Manifestazione        | Sede              | Evento      | Risultato  | Prestazione | Note                  |
| ------------------------------------------------- | --------------------- | ----------------- | ----------- | ---------- | ----------- | --------------------- |
| In rappresentanza della Squadra Unificata Tedesca |                       |                   |             |            |             |                       |
| 1960                                              | Giochi olimpici       | Roma              | 400 m piani | 5º         | 46"04       |                       |
| 1960                                              | Giochi olimpici       | Roma              | 4×400 m     | Argento    | 3'02"84     | Record europeo        |
| 1964                                              | Giochi olimpici       | Tokyo             | 800 m piani | Semifinale | 1'47"9      |                       |
| 1964                                              | Giochi olimpici       | Tokyo             | 4×400 m     | 5º         | 3'04"3      |                       |
| In rappresentanza della Germania Ovest            |                       |                   |             |            |             |                       |
| 1962                                              | Europei               | Belgrado          | 400 m piani | Oro        | 46"1        |                       |
| 1962                                              | Europei               | Belgrado          | 4×400 m     | Argento    | 3'05"8      | Record dei campionati |
| 1966                                              | Giochi europei indoor | Dortmund          | 400 m piani | Argento    | 48"3        |                       |
| 1966                                              | Europei               | Budapest          | 400 m piani | Bronzo     | 46"3        |                       |
| 1966                                              | Europei               | Budapest          | 4×400 m     | Argento    | 3'04"8      |                       |
| 1967                                              | Giochi europei indoor | Praga             | 400 m piani | Oro        | 48"4        |                       |
| 1968                                              | Giochi olimpici       | Città del Messico | 400 m piani | Batteria   | 46"95       |                       |
| 1968                                              | Giochi olimpici       | Città del Messico | 4×400 m     | Bronzo     | 3'00"57     |                       |
| 1969                                              | Giochi europei indoor | Belgrado          | 4×390 m     | Bronzo     | 3'04"5      |                       |

## Campionati nazionali
- 9 volte campione tedesco assoluto
- 10 volte campione tedesco assoluto indoor

## Altre competizioni internazionali
1965
- Argento in Coppa Europa ( Stoccarda), 400 m piani - 46"6